# 1月28日
1月28日是阳历（平年）年的第28天，离一年的结束还有337天（闰年是338天）。

## 大事记

### 20世紀以前
- 98年：圖拉真接替涅爾瓦成為新任羅馬皇帝，在其統治下羅馬帝國疆界擴張至最大範圍。
- 661年：哈里發阿里·本·阿比·塔利卜遭到暗殺，宣告穆罕默德死後開啟的的正統哈里發時期結束。
- 814年：在法蘭克國王查理曼逝世後，其子虔誠者路易成為法蘭克王國唯一的統治者。
- 1005年：宋辽澶渊之盟。
- 1077年：教宗額我略七世在卡諾莎城堡會見神聖羅馬皇帝亨利四世，並解除對其的絕罰。
- 1115年：女真族首領完顏阿骨打於會寧府稱帝，建立金朝。
- 1123年：崇德天皇任日本天皇。
- 1132年：南宋名将韩世忠用云梯、火砲攻打建州城（今福建建甌市）[1]。
- 1521年：神圣罗马皇帝查理五世召集沃尔姆斯议会，讨论马丁·路德和宗教改革的影响。
- 1547年：時年9歲的愛德華六世成為首位信奉新教的英格蘭君主，其後陸續推動廢除彌撒等改革。
- 1662年：驻台湾的荷兰军队向郑成功投降，台湾由明鄭統治21年。
- 1813年：英國小說家珍·奧斯汀第二部小說《傲慢與偏見》首次出版，並受到大眾歡迎。

### 20世紀
- 1912年：中華民國臨時參議院成立，林森當選議長，陳陶怡當選副議長。
- 1917年：《甲寅日刊》创刊。
- 1918年：列夫·托洛茨基正式组建苏联红军。
- 1921年：在法国巴黎凯旋门内，一名一战中遇难的无名战士象征性的安葬入无名战士墓中。
- 1922年：美国职业足球协会更名为国家橄榄球联盟，即NFL。
- 1932年：日本皇军由上海租界向闸北一带进攻，遇到中国国民革命军第十九路军的抵抗，一二八事变爆发。
- 1935年：中国工农红军主力部队在长征途中与川军郭勋祺等部队激战。
- 1936年：中国东北抗日联军建立。
- 1941年：泰國轟炸機空襲詩梳風約三小時後，泰法戰爭暫時停火。
- 1953年：遠東第一公路長橋西螺大橋，舉行通車典禮。
- 1956年：中华人民共和国国务院通過《漢字簡化方案》，2月1日起正式分批推行簡化字。
- 1958年：樂高積木設計改良成功，申请专利设计，大幅提升了模組活動性以及接合固定性，並通用至今。
- 1960年：中國与缅甸划定边界。
- 1966年：中國导弹核武器试验成功。
- 1967年：澳门一二三事件结束。
- 1977年：轟動香港的朱坤江集團販毒案宣判，結果朱坤江夫婦各判入獄30年。
- 1979年：中国国务院副总理邓小平访问美国。
- 1986年：美國挑戰者號太空梭在發射升空73秒後爆炸解體，造成7名太空人死亡。
- 1997年：在中國現代史中扮演重要見證角色的中山艦，經過59年沉沒長江底的滄桑後，終於由長江航運集團打撈出水，得以重見天日。

### 21世紀
- 2003年：沙龙领导利库德集团在选举中获胜，他连任以色列总理。
- 2010年：台灣旅日女子圍棋選手謝依旻，成為日本圍棋史上最年輕的女流頭銜三冠王。
- 2021年：美國喬治亞州蓋恩斯維爾一家禽肉加工廠（英语：Poultry farming in the United States）發生液氮洩漏事件，造成六人死亡，十人受傷。[2]

## 出生
- 598年：唐太宗李世民[註 1]，唐朝皇帝（649年逝世）
- 1312年：胡安娜二世，納瓦拉女王（1349年逝世）
- 1457年：亨利七世，英格蘭國王（1509年逝世）
- 1600年：教宗克勉九世，羅馬主教（1669年逝世）
- 1711年：德川家重，日本江戶幕府第9代征夷大將軍（1761年逝世）
- 1825年：喬治·皮克特，美國邦聯軍將領（1875年逝世）
- 1833年：查理·喬治·戈登，英國軍官（1885年逝世）
- 1841年：亨利·莫頓·史丹利，英裔美籍探險家與記者（1904年逝世）
- 1858年：歐仁·杜布瓦，荷蘭古人類學家（1940年逝世）
- 1868年：隆裕太后，光緒帝皇后，宣統朝皇太后（1913年逝世）
- 1873年：科萊特，法國女作家（1954年逝世）
- 1880年：謝爾蓋·馬洛夫，俄羅斯語言學家（1957年逝世）
- 1884年：奧居斯特·皮卡爾，瑞士物理學家、發明家、探險家（1962年逝世）
- 1887年：阿圖爾·鲁賓斯坦，猶太裔波蘭出生美國籍鋼琴大師、音樂家（1982年逝世）
- 1892年：卡羅·埃米利奧·邦費羅尼，義大利數學家（1960年逝世）
- 1899年：科丹德拉·馬達帕·卡里亞帕，印度陸軍總司令（1993年逝世）
- 1901年：河田末吉，日本物理學家（卒年不詳）
- 1910年：李國鼎，台灣政治人物、經濟學家（2001年逝世）
- 1912年：傑克遜·波洛克，美國抽象派畫家（1956年逝世）
- 1912年：王利器，中國文史學家、校勘學家（1998年逝世）
- 1916年：嚴耕望，中國歷史學家（1996年逝世）
- 1925年：鍾愛理遜，香港醫生、政治人物（2021年逝世）
- 1929年：克拉斯·歐登伯格，瑞典公共藝術家（2022年逝世）
- 1931年：小松左京，日本科幻小說家（2011年逝世）
- 1936年：唯靈，香港美食家（2023年逝世）
- 1936年：亞倫·艾達，美國男演員
- 1940年：卡洛斯·史林，黎巴嫩裔墨西哥企業家
- 1942年：高明，中國演員
- 1944年：羅莎莉雅·梅拉，西班牙企業家，飒拉創辦人（2013年逝世）
- 1944年：約翰·塔文納，英國作曲家（2013年逝世）
- 1949年：李炳輝，台灣盲人歌手
- 1949年：葛雷格·波波維奇，美國職業籃球運動員、教練
- 1951年：小林源文，日本漫畫家
- 1952年：三浦友和，日本演員
- 1953年：傑克·威茲德姆，美國天文學家
- 1954年：鹽澤兼人，日本男性聲優（2000年逝世）
- 1955年：尼古拉·薩科齊，法國政治人物，前任法國總統
- 1966年：水島精二，日本動畫導演
- 1967年：林海峰，香港演員
- 1969年：周俊三，台灣籃球运动員
- 1969年：愛德華·賓斯，美國男演員
- 1969年：袁文傑，香港男演員、主持人、模特兒
- 1972年：新庄剛志，日本職業棒球運動員
- 1975年：神谷浩史，日本男性聲優
- 1975年：蔡健雅，新加坡女歌手
- 1976年：里克·羅斯，美國饒舌歌手、企業家
- 1977年：佐藤琢磨，日本一級方程式賽車手
- 1977年：方健儀，香港女藝人、前新聞從業員。
- 1978年：，意大利足球運動員
- 1978年：黃鎮宇，香港足球運動員
- 1978年：鄭昌明，台灣棒球選手
- 1979年：小泉深雪，日本模特兒、演員、歌手
- 1979年：古天祥，香港模特兒、演員
- 1980年：遠藤保仁，日本足球運動員
- 1980年：小林康介，日本男性聲優
- 1980年：張少妍，韓國女演員
- 1980年：尼克·卡特，美國男歌手
- 1981年：伊萊賈·伍德，美國演員
- 1981年：星野源，日本創作歌手、演員、作家
- 1981年：儀武祐子，日本女性聲優
- 1982年：林岳平，台灣職業棒球運動員、教練
- 1983年：堀口悠紀子，日本人物設計師
- 1984年：安德烈·伊格达拉，美国籃球运动員
- 1985年：阿卡潘·納瑪，泰國男演員（2024年逝世）
- 1986年：米格尔·乌里韦，哥倫比亞政治人物（2025年逝世）
- 1986年：姜麗文，香港女歌手
- 1986年：Tsunako，日本插畫家、遊戲開發者
- 1986年：謝茜嘉·恩尼斯，英國女子田径運動員
- 1986年：米格尔·托雷斯，西班牙足球運動員
- 1986年：施露蒂·哈桑，印度女藝人
- 1987年：蘇翔翊，台灣男子籃球運動員
- 1987年：严於信，中國央视主持人
- 1988年：赖忠坚，中國男子游泳運動員
- 1990年：徐雪茵、徐雪鈞，澳門女子跳水運動員
- 1991年：颜骏凌，中國職業足球運動員
- 1991年：石井未紗，日本女性聲優
- 1992年：郑凯木，中國職業足球運動員
- 1993年：威爾·普爾特，英國男演員、製片人
- 1994年：馬盧瑪，哥倫比亞男歌手、詞曲作家
- 1997年：蔡維泽，台灣男歌手
- 1998年：艾莉尔·温特，美國女演員
- 1999年：近藤玲奈，日本女性聲優
- 1999年：Hrvy，英國男歌手、主持人
- 2000年：雨婷兒，中國女演員、歌手
- 2000年：花車優，日本男子游泳運動員
- 2002年：板垣李光人，日本男演員
- 2002年：柳善皓，韓國男歌手

## 逝世
- 419年：司马德宗，中国晋安帝（382年出生）
- 661年：阿里·本·阿比·塔利卜，最後一位正統哈里發，先知穆罕默德的堂弟及女婿（601年出生）
- 814年：查理曼，法蘭西國王（742年出生）
- 1547年：亨利八世，英格蘭國王（1491年出生）
- 1596年：法蘭西斯·德瑞克，英國探險家（1540年出生）
- 1621年：教宗保祿五世，羅馬主教（1552年出生）
- 1688年：南怀仁，比利時天主教耶穌會修士、神父（1623年出生）
- 1859年：威廉·普雷斯科特，美國歷史學家（1796年出生）
- 1889年：約瑟夫-埃米爾·巴比爾，法國天文學家、數學家（1839年出生）
- 1926年：加藤高明，日本政治人物，第24任日本首相（1860年出生）
- 1928年：道格拉斯·黑格，第一代黑格伯爵，英国陆军元帅（1861年出生）
- 1939年：威廉·巴特勒·葉芝，愛爾兰詩人、剧作家，1923年諾貝爾文學獎得主（1865年出生）
- 1952年：托馬斯·希克斯，美國男子田徑運動員（1876年出生）
- 1960年：佐拉·尼尔·赫斯顿，美國民俗學家、作家（1891年出生）
- 1975年：安東寧·諾沃提尼，捷克斯洛伐克政治人物，第7任捷克斯洛伐克總統（1904年出生）
- 1986年：瓦爾特·魯道夫·赫斯，瑞士医学家，1949年諾貝爾生理學或醫學獎得主（1881年出生）
- 1986年：挑戰者號太空梭災難中的7名罹難太空人
  - 迪克·斯科比，美國太空人，在STS-51-L任務中任太空梭機長（1939年出生）
  - 格里高利·賈維斯，美國太空人（1944年出生）
  - 麥可·約翰·史密斯，美國太空人（1945年出生）
  - 鬼塚承次，日裔美籍太空人（1946年出生）
  - 克里斯塔·麥考利芙，美國太空人（1948年出生）
  - 朱迪斯·蕾斯尼克，美國太空人（1949年出生）
  - 羅納德·麥克內爾，美國太空人（1950年出生）
- 1988年：克勞斯·富赫斯，德國理論物理學家、間諜（1911年出生）
- 1989年：班禅额尔德尼·确吉坚赞，西藏十世班禅活佛（1938年出生）
- 1989年：王默君，台灣女歌手（1964年出生）
- 1989年：滕兴善，中國人，因冤案被执行死刑[3]
- 1995年：朱雲影，台灣師範大學歷史系主任、首任歷史研究所所長（1904年出生）
- 1998年：石之森章太郎，日本漫畫家（1938年出生）
- 2001年：林佐瀚，香港主持人（1934年出生）
- 2002年：阿斯特麗德·林格倫，瑞典童書編輯出版者、作家（1907年出生）
- 2005年：盧西安·卡爾，美國人
- 2007年：楊傳廣，台灣男子田徑運動員（1933年出生）
- 2007年：許瑋倫，台灣女演員（1978年出生）
- 2009年：林呂有，台灣女演員（1918年出生）
- 2012年：陳鳳冰，香港甘草演員（1928年出生）
- 2013年：許良英，中國著名物理學家、思想家、社會活動家（1920年出生）
- 2017年：約翰·J·斯塔莫斯，美國律師、法官（1924年出生）
- 2021年：西西莉·泰森，美國女演員、模特兒（1924年出生）
- 2021年：劉易斯·沃爾珀特，南非裔英籍發育生物學家、科普作家（1929年出生）
- 2023年：麗莎·洛林，美國女演員（1958年出生）
- 2025年：穆罕默德·本·法赫德，沙烏地阿拉伯王室成員（1950年出生）

## 节假日和习俗
- 国际数据隐私日
- 亞美尼亞：軍人節